# グラフィック・パッケージング・インターナショナル
グラフィック・パッケージング・インターナショナル株式会社（英文社名　Graphic Packaging International Japan Ltd.）は、東京都港区新橋に本社を置く板紙を中心とする紙製の包装資材を製造・販売する企業。

## 会社概説
米国グラフィック・パッケージング・インターナショナル(en:Graphic Packaging)100％出資による日本法人として1991年に設立。パッケージング材料、紙器及び包装機械の業界大手です。

米国の親会社は本社をジョージア州アトランタ市に構え、従業員数19000名と共に全世界46ヶ国に活動拠点をベースにして事業を展開しており、フォーチュン500にランクインしている。大学との共同研修なども実施している（2020年度-武蔵野美術大学と実施)。
2021年度グッドデザイン賞受賞「PaperSeal」。

## 沿革

### 日本及びアジアにおける法人の沿革
- 1991年 リバーウッド・インターナショナル社100％子会社として日本法人リバーウッド・インターナショナル株式会社を設立
- 1995年 レンゴー社との合弁会社 レンゴー・リバーウッド・パッケージング株式会社を設立
- 2006年 親会社の社名変更により、リバーウッド・インターナショナル株式会社がグラフィック・パッケージング・インターナショナル株式会社へ社名変更
- 2008年 日本法人の子会社としてGraphic Hung Hing Packaging (Shanghai) Co., Ltd.を中国に設立
- 2013年 Graphic Hung Hing Packaging (Shanghai) Co., Ltd.を日本法人の100%子会社としてGPI上海有限公司に社名変更
- 2021年 日本市場にて30周年を迎える[4]
- 2022年 日本法人の子会社としてGraphic Packaging International Korea, LLC.を大韓民国に設立

### 米国親会社の主な沿革
- 1884年 E.W.フロストがフロスト・インダストリーズ社を設立
- 1923年 ブラウンファミリーがブラウン・ペーパー・ミル社を設立
- 1951年 オーリン社がフロスト・インダストリーズ社を買収
- 1955年 オーリン社がブラウン・ペーパー・ミル社を買収
- 1963年 マークスマン®包装システムを開発
- 1967年 オーリン社が子会社のオーリンクラフト社を設立
- 1979年 ジョンズ・マンビル社がオーリンクラフト社を買収し、マンビル・フォレスト・プロダクツ社へ社名変更
- 1988年 クアーズ社が軟包装会社2社を買収し、グラフィック・パッケージング社と命名
- 1989年 クアーズ・パッケージング社がグラフィック・パッケージング社へ統合される
- 1991年 マンビル・フォレスト・プロダクツ社がリバーウッド・インターナショナル社へ社名変更
- 2003年 リバーウッド・インターナショナル社とグラフィック・パッケージング社の合併によりグラフィック・パッケージング・インターナショナル（GPI）en:Graphic Packaging社へ社名変更
- 2018年 世界最大の製紙会社であるインターナショナル・ペーパー社のコンシューマー・パッケージング事業を買収
- 2019年 米国フォーチュン500に選定される
- 2021年 欧州の大手紙器企業であるAR Packagingの買収を発表

## 関連会社
- レンゴー・リバーウッド・パッケージング株式会社

## 海外子会社
- 中国

　GPI上海有限公司
- 大韓民国

　Graphic Packaging International Korea, LLC.